# Norme di applicazione necessaria
Le norme di applicazione necessaria sono le norme ritenute irrinunciabili dall'ordinamento nazionale in ragione del loro oggetto o scopo. Esse devono essere sempre applicate dal giudice, allorché debba dirimere una controversia applicando il diritto straniero.
Il concetto di norme di applicazione necessaria è di origine dottrinale di diritto internazionale privato. Oggi è fatto proprio da molteplici ordinamenti nazionali che hanno dettato norme positive al riguardo.
La ratio delle norme di applicazione necessaria è quella di preservare l'armonia dell'ordinamento giuridico interno. Attraverso di esse, infatti, ad una fattispecie cui deve essere applicata la legge di uno stato straniero, si applicano comunque le norme nazionali ritenute più importanti dal legislatore nazionale. Un esempio di norma di applicazione necessaria è quella prevista dall'articolo 88 del codice civile italiano secondo cui: "non possono contrarre matrimonio tra loro le persone delle quali l'una è stata condannata per omicidio tentato o consumato sul coniuge dell'altra".

## Nella giurisprudenza
Dal punto di vista giurisprudenziale le norme di applicazione necessaria hanno trovato diverse definizioni.
La Corte di giustizia dell'Unione europea ha effettuato un'importante ricostruzione concettuale: "le disposizioni qualificate da uno Stato membro come norme imperative di applicazione necessaria sono le disposizioni la cui osservanza è stata reputata cruciale per la salvaguardia dell'organizzazione politica, sociale o economica dello Stato membro interessato, al punto da imporne il rispetto a chiunque si trovi nel territorio nazionale di tale stato membro o a qualunque rapporto localizzato nel suo territorio"

## Nella legge
Il Regolamento Roma 1 sulla legge applicabile, riprendendo la definizione della Corte di Giustizia dell'Unione europea ha definito come , "disposizioni il cui rispetto è ritenuto cruciale da un paese per la salvaguardia dei suoi interessi pubblici, quali la sua organizzazione politica, sociale o economica, al punto da esigerne l'applicazione a tutte le situazioni che rientrino nel loro campo di applicazione, qualunque sia la legge applicabile"